# George Wang
George Wang, all'anagrafe Yie Wang (Dandong, 12 novembre 1918 – Taipei, 27 marzo 2015), è stato un attore cinese del cinema italiano.

## Biografia
Spesso utilizzato nei film dove era necessaria la presenza di un attore asiatico, come nei film di spionaggio, è diventato poi un volto noto del cinema italiano. Lo si è visto nel ruolo dell'ambasciatore giapponese a Roma nel film musicarello Mi vedrai tornare.

## Filmografia

### Cinema
- E meng chu xing, regia di Yao Chung (1951)
- Apocalisse sul fiume giallo, regia di Renzo Merusi (1960)
- I mongoli, regia di André De Toth (1961)
- 55 giorni a Pechino (55 Days at Peking), regia di Nicholas Ray (1963)
- I pirati della Malesia, regia di Umberto Lenzi (1964)
- A 008, operazione Sterminio, regia di Umberto Lenzi (1965)
- Berlino: appuntamento per le spie, regia di Vittorio Sala (1965)
- La decima vittima, regia di Elio Petri (1965)
- James Tont operazione U.N.O., regia di Bruno Corbucci e Giovanni Grimaldi (1965)
- Delitto quasi perfetto, regia di Mario Camerini (1966)
- Le spie vengono dal semifreddo, regia di Mario Bava (1966)
- Per il gusto di uccidere, regia di Tonino Valerii (1966)
- Black Box Affair - Il mondo trema, regia di Marcello Ciorciolini (1966)
- Mi vedrai tornare, regia di Ettore Maria Fizzarotti (1966)
- El Cisco, regia di Sergio Bergonzelli (1966)
- Troppo per vivere... poco per morire, regia di Michele Lupo (1967)
- Morte in un giorno di pioggia, regia di Ramón Comas (1967)
- Una colt in pugno al diavolo, regia di Sergio Bergonzelli (1967)
- Tepepa, regia di Giulio Petroni (1969)
- 36 ore all'inferno, regia di Roberto Bianchi Montero (1969)
- Buon funerale amigos!... paga Sartana, regia di Giuliano Carnimeo (1970)
- Uccidi Django... uccidi per primo!!!, regia di Sergio Garrone (1971)
- Deserto di fuoco, regia di Renzo Merusi (1970)
- Roma bene, regia di Carlo Lizzani (1971)
- Jesse & Lester - Due fratelli in un posto chiamato Trinità, regia di Renzo Genta (1972)
- La lunga cavalcata della vendetta, regia di Tanio Boccia (1972)
- Sotto a chi tocca!, regia di Gianfranco Parolini (1972)
- Una colt in mano al diavolo, regia di Gianfranco Baldanello (1972)
- Anche gli angeli mangiano fagioli, regia di Enzo Barboni (1973)
- La macchina della violenza (The Big Game), regia di Robert Day (1973)
- Il giustiziere di Dio, regia di Franco Lattanzi (1973)
- Super Fly T.N.T., regia di Ron O'Neal (1973)
- Studio legale per una rapina, regia di Tanio Boccia (1973)
- Li chiamavano i tre moschettieri... invece erano quattro, regia di Silvio Amadio (1973)
- Ming, ragazzi!, regia di Antonio Margheriti (1973)
- Il mio nome è Shangai Joe, regia di Mario Caiano (1973)
- Sei bounty killers per una strage, regia di Franco Lattanzi (1973)
- Il figlio di Zorro, regia di Gianfranco Baldanello (1973)
- Sette ore di violenza per una soluzione imprevista, regia di Michele Massimo Tarantini (1974)
- Questa volta ti faccio ricco, regia di Gianfranco Parolini (1974)
- Milarepa, regia di Liliana Cavani (1974)
- Il sergente Rompiglioni diventa... caporale, regia di Mariano Laurenti (1975)
- Nan quan bei tui zhan yan wang , regia di Tso Nam Lee (1977)
- Xin hai shuang shi, regia di Shan-Hsi Ting (1981)
- Huang tian hou tu, regia di Ching-jui Pai (1981)
- Jing hun feng yu ye, regia di Yao-Chi Chen (1982)
- Da Niu Yue hua bu feng yun, regia di Kuan-Hsiung Wang (1985)
- Jin zai zhi chi, regia di Hsiao-tse Cheng (2010)

## Doppiatori italiani
- Renato Turi in I mongoli, A 008, operazione Sterminio, Per il gusto di uccidere, Berlino appuntamento per le spie
- Arturo Dominici in Troppo per vivere...poco per morire, Roma bene
- Sergio Fiorentini in Una colt in mano al diavolo, Sette ore di violenza per una soluzione imprevista
- Riccardo Mantoni in I pirati della Malesia
- Mario Bardella in Le spie vengono dal semifreddo
- Gigi Pirarba in Mi vedrai tornare
- Luigi Pavese in El Cisco
- Bruno Persa in Una colt in pugno al diavolo
- Alessandro Sperlì in Tepepa
- Carlo Romano in Buon funerale amigos!...paga Sartana
- Dario Penne in Uccidi Django...uccidi per primo!!!